# Arba'a Tourim
Le Tour ou Arab'a Tourim (hébreu: טור, Tour, colonne, ou ארבעה טורים, Arba'a Tourim, Quatre colonnes) est un livre de Halakha, rédigé par Rabbi Ya'akov Ben Acher (Rabbin Jacob fils de Acher), ou le Ba'al hatourim au XIVe siècle. Le livre contient toutes les lois du judaïsme sans temples, et fut rédigé, selon son auteur, à la suite de la compréhension que le peuple juif a besoin d'un tel livre pour fixer la Halakha, étant donné que les juifs du monde étaient, à l'époque, sans avis unifiant[style à revoir]. 

## Écriture
Avant tout, le Ba'al Hatourim écrit un livre résumant les décisions de son père, Rabbénou Acher (Acher notre Rabbin), plus connu sous le nom de Roch ("Séfer Harémazim", ou "Simané Achré", ou "Kitsour Piské Haroch"). C'est selon ces écrits que Rabbi Ya'akov écrit le Tour, tout en joignant les sources de ce qu'il écrit dans le Talmud.
Rabbi Ya'akov ben Acher partage son livre en quatre parties, reprises plus tard par Yossef Karo dans son livre Choulhan Aroukh. En voici les parties et leurs sujets essentiels :
1. Ora'h 'Haïm: lois de la vie juive de tous les jours, autour de la montre. C'est dans ce même livre aussi on il est sujet des fêtes et commémorations qui ont lieu au cours de l'année juive.
2. Yore De'a: lois pratiques et techniques de permission et interdictions.
3. Even Haezer: lois concernant les rapports entre maris et femmes (le mariage, le divorce, etc.).
4. Hochen Michpat: lois concernant les rapports sociaux et financiers (un homme et son voisin, et homme et son partenaire financier, etc.

## Impression
Imprimé en 1475, ont été ajoutés aux impressions plus tardives comme la plupart du temps des commentaires au livre, tel que le Beit Yossef (le plus connu) et le Ba'h.